# مجزرة كولورادو
مجزرة كولورادو هي مجزرة وقعت في أمريكا في ولاية كولورادو حيث قُتل 10 أشخاص في محل تجاري وقامت الشرطة بإلقاء القبض على مهاجر سوري يدعى «أحمد العليوي العيسى» وأكدت الشرطة أن أحمد العيسى هو منفذ المجزرة وأدان الرئيس الأمريكي جو بادين هذه المجزرة ودعا إلى حظر البنادق الهجومية

## تفاصيل
هاجم شخص محل تجاري وبحوزته رشاشا من نوع "أي آر-15 في ولاية كولورادو وقتل 10 شخص بينهم شرطي. وقامت الشرطة بإلقاء القبض على"أحمد العيسى" كونه المنفذ لهذه المجزرة وأن الدوافع لا تزال مجهولة.

## الضحايا
- ديني ستونغ (20 عاما)
- نيفين ستانيسيك (23 عاما)
- ريكي أولدز (25 عاما)
- ترالونا بارتكوفياك (49 عاما)
- ضابط الشرطة إريك تالي (51 عامًا)
- سوزان فونتان (59 عاما)
- تيري ليكر (51 عاما)
- كيفين ماهوني (61 عاما)
- لين موراي (62 عاما)
- جودي ووترز (65 عاما)